# Băcești
Băcești est une commune roumaine située dans le județ de Vaslui.